# Patrimoni dell'umanità del Tagikistan
I patrimoni dell'umanità del Tagikistan sono i siti dichiarati dall'UNESCO come patrimonio dell'umanità in Tagikistan, che è divenuto parte contraente della Convenzione sul patrimonio dell'umanità il 28 agosto 1992, come uno degli stati successori dell'Unione delle Repubbliche Socialiste Sovietiche.
Al 2025 i siti iscritti nella Lista dei patrimoni dell'umanità sono cinque, mentre quindici sono le candidature per nuove iscrizioni. Il primo sito iscritto nella lista è stato il sito proto-urbano di Sarazm, inserito nel 2010, durante la trentaquattresima sessione del comitato del patrimonio mondiale. Tre anni dopo, nella trentasettesima sessione, è stato inserito il secondo patrimonio tagiko: il parco nazionale tagiko (montagne dei Pamir). Le Vie della Seta: corridoio Zarafshan-Karakum e le foreste di tugai della Riserva naturale di Tigrovaya Balka, terzo e quarto sito tagico, sono state aggiunte alla lista nel 2023, durante la quarantacinquesima sessione del comitato. Infine, l'ultimo patrimonio riconosciuto dall'UNESCO è costituito dai siti del patrimonio culturale dell'antico Khuttal, iscritti nel 2025. Tre siti sono considerati culturali, secondo i criteri di selezione, due naturali; uno è parte di un sito transnazionale.

## Siti del Patrimonio mondiale
| Foto | Sito                                                       | Luogo                                          | Tipo                         | Anno | Descrizione |
| ---- | ---------------------------------------------------------- | ---------------------------------------------- | ---------------------------- | ---- | --- |
|      | Sito proto-urbano di Sarazm                                | Distretto di Panjakent                         | Culturale (1141; ii, iii)    | 2010 | Sarazm, che significa "dove inizia la terra", è un sito archeologico che testimonia lo sviluppo degli insediamenti umani in Asia centrale, dal IV millennio a.C. alla fine del III millennio a.C. Le rovine dimostrano il primo sviluppo della proto-urbanizzazione in questa regione. Questo insediamento è situato tra una regione montuosa adatta all'allevamento del bestiame da parte di pastori nomadi e un'ampia valle favorevole allo sviluppo dell'agricoltura e dell'irrigazione da parte delle prime popolazioni stanziali. Sarazm dimostra anche l'esistenza di scambi commerciali e culturali con i popoli di una vasta area geografica, che si estende dalle steppe dell'Asia centrale e del Turkmenistan, all'altopiano iranico, alla valle dell'Indo e fino all'Oceano Indiano. |
|      | Parco nazionale tagiko (montagne dei Pamir)                | Regione Autonoma di Gorno-Badachshan           | Naturale (1252; vii, viii)   | 2013 | Il Parco nazionale del Tagikistan si estende per oltre 2,5 milioni di ettari nell'est del paese, al centro del cosiddetto “nodo del Pamir”, punto d'incontro delle catene montuose più alte del continente eurasiatico. È costituito da altipiani a est e, a ovest, da aspre cime, alcune delle quali alte più di 7000 metri, e presenta variazioni stagionali estreme della temperatura. Il ghiacciaio vallivo più lungo al di fuori della regione polare si trova tra i 1085 ghiacciai del sito, che conta anche 170 fiumi e oltre 400 laghi. Il Parco presenta numerose specie di flora dell'Asia sudoccidentale e centrale, e ospita uccelli e mammiferi rari e minacciati (pecore di Marco Polo, leopardi delle nevi, stambecchi siberiani e altri). Soggetto a frequenti forti terremoti, il parco è scarsamente abitato e praticamente inalterato dall'agricoltura e dagli insediamenti umani. Offre un'opportunità unica per lo studio della tettonica a zolle e dei fenomeni di subduzione.                                       |
|      | Vie della Seta: corridoio Zarafshan-Karakum                | Suƣd (condiviso con Turkmenistan e Uzbekistan) | Culturale (1675; ii, iii, v) | 2023 | Il corridoio Zarafshan-Karakum è una sezione chiave delle Vie della Seta in Asia centrale che collega altri corridoi da tutte le direzioni. Situato tra aspre montagne, fertili valli fluviali e deserto inabitabile, il corridoio di 866 chilometri corre da est a ovest lungo il fiume Zarafshan e più a sud-ovest seguendo le antiche strade carovaniere che attraversano il deserto del Karakum fino all'oasi di Merv. Incanalando gran parte dello scambio est-ovest lungo le Vie della Seta dal II secolo a.C. al XVI secolo d.C., lungo il corridoio veniva scambiata una grande quantità di merci. Qui le persone viaggiarono, si stabilirono, conquistarono o furono sconfitte, rendendolo un crogiolo di etnie, culture, religioni, scienze e tecnologie. Il corridoio è composto da 34 componenti, di cui 9 in Tagikistan: Khisorak, Castello sul Monte Mugh, insediamento di Kum, Gardani-Khisor, Tali-Khamtuda, Mausoleo di Mukhammad Bashoro, sistema di irrigazione di Toksankoriz, Sanjarshakh, Antica città di Panjakent. |
|      | Foreste di tugai della Riserva naturale di Tigrovaya Balka | Chatlon                                        | Naturale (1685; ix)          | 2023 | Questo patrimonio si trova tra i fiumi Vachš e Panj nel Tagikistan sudoccidentale. La Riserva comprende estesi ecosistemi ripariali di tugai, il deserto sabbioso di Kashka-Kum, il picco Buritau e le montagne Hodja-Kaziyon. Il sito è composto da una serie di terrazze alluvionali coperte da terreni alluvionali, che comprendono foreste fluviali di tugai con una biodiversità molto specifica nella valle: si tratta della foresta di tugai più grande e intatta dell'Asia centrale, e questo è l'unico luogo al mondo in cui l'ecosistema tugai di pioppo asiatico è stato preservato nel suo stato originale su un'area di queste dimensioni. |
|      | Siti del patrimonio culturale dell'antico Khuttal          | Chatlon                                        | Culturale (1627; ii, iii)    | 2025 | L'antico Khuttal era un regno medievale situato tra i fiumi Panj e Vakhsh e i monti del Pamir. Il patrimonio comprende dieci siti e un monumento che ne testimoniano il ruolo dal VII al XVI secolo nel commercio lungo la Via della Seta. Khuttal forniva beni preziosi come sale, oro, argento e cavalli e fungeva da centro di scambi culturali, religiosi e tecnologici. I suoi diversi resti archeologici – templi buddisti, palazzi, insediamenti, centri manifatturieri e caravanserragli – ne illustrano l'importanza strategica e le intense interazioni con gli imperi vicini. |

## Siti candidati
| Foto | Sito                                            | Luogo                                     | Tipo                             | Anno       | Descrizione |
| ---- | ----------------------------------------------- | ----------------------------------------- | -------------------------------- | ---------- | --- |
|      | Mausoleo di Amir Khamza Khasti Podshoh          | Distretto di Isfara                       | Culturale (1378)                 | 09/11/1999 | Il complesso architettonico di "Khazrati Shoh" cioè il mausoleo fu costruito sul luogo della tomba del santo, il cui nome era Khazra Podshoh mir Khamza. Ci sono molti frammenti di intaglio artistico sul soffitto, quindi si suppone che il mausoleo sia stato costruito da un vecchio edificio o vicino ad esso. Probabilmente era un mausoleo quadrato di legno. |
|      | Sito dell'antica città di Takht-i Sangin        | Distretto di Kabodijon                    | Culturale (1379)                 | 09/11/1999 | Il sito dell'antica città è costituito da una cittadella massicciamente fortificata (165 x 235 m) e le parti sud e nord che si estendono alla distanza di 500 m. Gli scavi effettuati nella parte occidentale e centrale della cittadella hanno portato alla luce molti manufatti interessanti. Lì si trova un edificio monumentale, il Tempio dell'Oxus (dal nome greco del fiume Amu-Darya). |
|      | Sito dell'antica città di Baitudasht IV         | Distretto di Panj                         | Culturale (1380)                 | 09/11/1999 | Il sito dell'antico insediamento ha forma ovale-romboidale su un'area è di 10 ettari. Lungo tre lati sono scavati fossati che raggiungono la valle a ovest. C'è un'unica via stretta nel burrone dal lato est. Ci sono resti di una cinta muraria a forma di tumulo. La posizione delle porte non è stata trovata. Ci sono 7 sporgenze semicircolari sotto forma di torri lungo il bordo nord della collina. Una superficie del sito nella parte occidentale presenta tracce di solchi di arature. Si trattava di un complesso edificio di culto costituito da due ambienti isolati e due attigui con ingresso dal corridoio esteso da sud a nord.                                         |
|      | Mausoleo di Khoja Mashkhad                      | Distretto di Shahrituz                    | Culturale (1381)                 | 09/11/1999 | È una delle non numerose madrase pre-mongole dei secoli XI-XII, che è stata conservata fino ai giorni nostri. Presenta i locali del mausoleo, delle moschee e degli iwan (casa estiva) intorno al cortile rettangolare. Ci sono due grandi edifici a cupola uniti all'arco (iwan) nella parte nord del sito. |
|      | Chiostro buddista di Ajina tepe                 | Distretto di Vakhsh                       | Culturale (1382)                 | 09/11/1999 | Il chiostro ha forma ortogonale (100 x 50 m), si compone di due parti, al centro vi è un cortile quadrato circondato da edifici. C'è una stanza al centro di ogni lato del cortile. Anche la stanza è composta da due parti: la prima parte è un ivan (casa estiva) e un passaggio alla cella quadrata è presente nella parte posteriore dell'ivan. C'era una sala per le riunioni della comunità dei monaci nella parte occidentale del cortile. L'area del tempio è situata nella parte nord. La parte centrale era occupata dal Grande Stupa (elemento del tempio buddista per la custodia delle reliquie).                                                                             |
|      | Mausoleo di Hodja Nashron                       | Tursunzoda                                | Culturale (1384)                 | 09/11/1999 | Il mausoleo (XI - XII secolo) è costituito da due sepolture racchiuse in due locali. Entrambe le sale sono composte da un luogo di sepoltura quadrato e un portale. Questi due edifici mostrano le possibilità artistiche della muratura non mascherata tipica dell'architettura tagika dei secoli XI-XII. Il grande mausoleo fa parte del complesso di Hodja Nashron, costituito da due mausolei posti ad angolo l'uno rispetto all'altro. È un edificio commemorativo a portale-cupola. |
|      | Sito dell'antica città di Panjakent             | Panjakent                                 | Culturale (1385)                 | 09/11/1999 | Il sito dell'antica città di Panjakent era il centro di un feudo della Sogdiana dei secoli V-VIII. Consiste in una vasta cittadella con tre cinte di fortificazioni, la città propriamente detta o shahristan, difesa dalle mura della fortezza, case e terreni di campagna suburbani, e una necropoli. Il sito dell'antica città fu edificato nel V sec. L'area primaria è stata ampliata più volte e si è espansa fuori e dentro la città. |
|      | Mausoleo di Mukhammad Bashoro                   | Distretto di Panjakent                    | Culturale (1386)                 | 09/11/1999 | Il mausoleo di Mukhammad Bashoro, un conoscitore di khadice nei primi secoli islamici, fu costruito (senza portale) nei secoli XI-XII come edificio che combinava le funzioni di mausoleo e moschea. Si compone di un ampio salone centrale a cupola, dove su entrambi i lati si trova una fila di locali a volta. |
|      | Sito dell'antica città di Shahristan (Kahkakha) | Bunjikat                                  | Culturale (1387)                 | 09/11/1999 | Il sito dell'antica città di Shahristan (Kahkakha) era una capitale dell'antica Ushrusana dei secoli VI-IX. Consisteva nel complesso dei castelli, uniti in un sistema cinto da mura difensive con torri. Nella parte nord c'è lo shahristan vero e proprio con il palazzo del governatore (noto come Kalai Kahkakha I). Un'antica fortezza è situata nella parte sud (Kalai Kahkakha II). Questi due complessi sono separati da un ampio e profondo fossato di origine naturale presso cui si trova il rabad (Kalai Kahkakha III). Accanto a case di abitazione nel territorio di Shahristan è stato trovato un tempio di culto degli idoli.                                              |
|      | Monti Fan                                       | Distretto di Ajni, Distretto di Panjakent | Misto (2107; vii, x)             | 04/04/2006 | Il territorio del futuro parco nazionale è situato nel sistema delle catene montuose Zeravshan e Hissar del Pamir-Alaj e ne costituiscono il massiccio montuoso più significativo. Il territorio del parco racchiude uno splendido ed unico paesaggio montano ancora intatto dalle attività economiche dell'uomo. Il fascino speciale del territorio è creato dai meravigliosi laghi di montagna (Chapdara, Alaudin e altri), ghiacciai, foreste e boschetti di ginepro. |
|      | Zakaznik Kusavlisay                             | Chatlon                                   | Naturale (2109; vii, x)          | 04/04/2006 | La riserva (zakaznik) botanica di Kusavlisay è situata sulle pendici settentrionali della dorsale montuosa del Turkistan in direzione nord dal passo di Shahristan e confina con l'Uzbekistan a ovest. Le altitudini nei punti di passaggio raggiungono i 2700-3000 m. Il ripido pendio nord è molto sassoso. Il principale scopo della riserva è la conservazione della foresta di ginepro, la cui vegetazione è rappresentata da tre specie di ginepro: Juniperus seravschanica, Juniperus pseudosabina e Juniperus semiglobosa. |
|      | Riserva statale di Dashti-Jum                   | Distretto di Shamsiddin Shohin            | Naturale (2110; vii, x)          | 04/04/2006 | Il territorio della riserva è situato ad un'altitudine di 1000-2000 m, sulle pendici del crinale montuoso Hazratishoh. Il suo territorio si trova lungo la sponda sinistra del corso inferiore del fiume Panj. Il rilievo è frastagliato da profonde gole e i fiumi scorrono verso sud-ovest con ripidi pendii scoscesi. I fiumi Panj e Obihingou sono i principali corsi d'acqua sul territorio della riserva. |
|      | Riserva statale di Zorkul'                      | Distretto di Murghob                      | Naturale (2111; vii, x)          | 04/04/2006 | Il territorio della riserva si trova nella fascia climatica dell'Asia centrale nell'altopiano del lago Zorkul' di origine glaciale, situato sull'altitudine di 4100-4200 m. All'interno del territorio della riserva ci sono altri tre laghi di medie dimensioni chiamati con il nome comune di Chakankuli, che si estendono lungo una delle gole del crinale del Wakhan. I tratti superiori di questa dorsale sono inclusi nel territorio della riserva fino alla cima Soglasia (6000 m). |
|      | Siti delle Vie della seta in Tagikistan         | 8 gruppi di siti                          | Culturale (5790; iii, iv, v, vi) | 15/01/2013 | La candidatura comprende otto componenti che rappresentano vari tratti della Via della Seta ben espressi e segnati da importanti monumenti di storia e cultura. Questi siti si trovano sparsi in tutto il territorio del Tagikistan, che si trovava al centro di diversi corridoi delle vie commerciali che, attraverso l'Asia centrale, collegavano il bacino del Mediterraneo all'Asia orientale. |
|      | Hulbuk - la capitale dell'antico Khutal         | Mekhrobod                                 | Culturale (6521; ii, iii, iv)    | 02/04/2021 | Il territorio del complesso del palazzo comprende il Palazzo dei sovrani e le aree adiacenti. È un luogo dove sono stati scoperti i resti di un caravanserraglio, un bagno del palazzo, tubi dell'acqua e sistemi di drenaggio. C'è anche un oggetto direttamente correlato all'antica città: il cimitero della cultura Beshkento-Vakhsh, risalente al periodo dell'età del bronzo avanzata (III millennio a.C.). Nel territorio dello shahristan c'è una parte archeologica ben conservata della città con quartieri abitativi e manifatturieri, dove la ricerca archeologica ha rivelato edifici residenziali, frammenti del sistema di approvvigionamento idrico, fortificazioni, ecc.. |